# 9448 Donaldavies
9448 Donaldavies (1997 LJ3) là một tiểu hành tinh vành đai chính được phát hiện ngày 5 tháng 6 năm 1997 bởi Spacewatch ở Kitt Peak.